# فنپفوهل
فنپفوهل (به آلمانی: Berlin-Fennpfuhl) یک منطقهٔ مسکونی در آلمان است که در لیشتنبرگ واقع شده‌است. فنپفوهل ۳۰٬۹۳۲ نفر جمعیت دارد.